# عبد الرحمن صالح (لاعب كرة قدم مواليد 1999)
عبد الرحمن صالح (مواليد 3 يونيو 1999) هو لاعب كرة قدم إماراتي ، يجيد اللعب في مركز ظهير أيسر ، ويلعب حاليًا لنادي الوصل الإماراتي . 

## روابط خارجية
- عبد الرحمن صالح على موقع قاعدة بيانات كرة القدم.إي يو (الإنجليزية)
- عبد الرحمن صالح على موقع ناشيونال فوتبول تيمز (الإنجليزية)
- عبد الرحمن صالح على موقع Soccerway.com (الإنجليزية)